# Báo Nam Định
Báo Nam Định là một cơ quan báo chí và truyền thông trực thuộc Ủy ban nhân dân tỉnh Nam Định.

## Lịch sử
Ngày 1 tháng 9 năm 1956: Đài Truyền thanh Nam Định chính thức được ra đời.
Vào ngày 21 tháng 4 năm 1965, 2 tỉnh Hà Nam và Nam Định sáp nhập với nhau thành tỉnh Nam Hà. Đài Truyền thanh Nam Định được đổi tên thành Đài Phát thanh Nam Hà.
Từ năm 1976, Sát nhập tỉnh Nam Hà với Ninh Bình thành tỉnh Hà Nam Ninh, Đài đổi tên là Đài Phát thanh Hà Nam Ninh.
Từ năm 1988, Truyền hình Hà Nam Ninh bắt đầu phát sóng và đổi tên gọi thành Đài Phát thanh - Truyền hình Hà Nam Ninh trực thuộc UBND tỉnh Hà Nam Ninh.
Vào năm 1992, tỉnh Nam Hà được tái lập, Đài PT-TH Nam Hà trực thuộc UBND tỉnh Nam Hà, theo Quyết định số 14/QĐ-UBND, ngày 22/04/1992 của UBND tỉnh Nam Hà.
Vào ngày 1 tháng 1 năm 1997, tỉnh Nam Định được tái lập, Đài PT-TH Nam Hà được đổi tên thành Đài PT-TH Nam Định trực thuộc UBND tỉnh Nam Định theo nghị quyết của kỳ họp thứ 10 Quốc hội khóa IX.
Là tỉnh nằm trong vùng ven biển Đồng bằng Bắc Bộ với gần 2 triệu dân sinh sống tại 10 huyện, thành phố và 292 xã, phường, thị trấn. Hiện nay Nam Định có 1 Đài Phát thanh - Truyền hình cấp tỉnh, 10 Đài Phát thanh cấp huyện, thành phố; 3 trạm phát lại chương trình truyền hình. Luôn xác định vai trò, nhiệm vụ to lớn của mình trong việc truyền tải chủ trương, đường lối chính sách pháp luật của Đảng, Nhà nước, địa phương tới đông đảo cán bộ, đảng viên và nhân dân trong tỉnh. Những năm qua đội ngũ cán bộ, phóng viên, biên tập viên Đài Phát thanh - Truyền hình Nam Định đã nỗ lực, đoàn kết không ngừng để sáng  tạo ra nhiều tác phẩm Phát thanh - Truyền hình có chất lượng đáp ứng nhu cầu thông tin ngày càng cao của bạn nghe đài, xem truyền hình. Tháng 6 năm 2011, UBND tỉnh Nam Định ra Quyết định số 11/2011/QĐ- UBND cho phép Đài PT-TH Nam Định đổi mới mô hình tổ chức cho phù hợp với nhiệm vụ mở rộng thời lượng và đổi mới chương trình truyền hình. Với 9 phòng chuyên môn gồm:
- Phòng Biên tập.
- Phòng Thời sự.
- Phòng Văn nghệ - Giải trí.
- Phòng Thông tin điện tử.
- Phòng Kỹ thuật - Công nghệ.
- Phòng Quay phim.
- Phòng Dịch vụ - Quảng cáo.
- Phòng Tổ chức - Hành chính
- Phòng Kế hoạch - Tài vụ.
Bên cạnh đó, được sự quan tâm của Tỉnh ủy, HHĐND, UBND tỉnh, Đài THVN, một khu Trung tâm Kỹ thuật Phát thanh - Truyền hình hiện đại được xây dựng với tổng diện tích hơn 1000 mét vuông đang dần được hoàn thiện. Chuyển phương thức sản xuất các chương trình phát thanh, truyền hình từ Analog sang hệ thống Digital với các Studio hiện đại. Từ 01/08/2013, UBND tỉnh cho phép Đài PT-TH thực hiện phát sóng quảng bá truyền hình Nam Định trên vệ tinh Vinasat-2 nhằm quảng bá thông tin, hình ảnh về quê hương Nam Định tới mọi miền Tổ quốc.
Từ 01/10/2014, Đài PT-TH thực hiện phát sóng chương trình truyền hình 24/7 với tỷ lệ tự sản xuất >40%. Từ 01/10/2015, phát sóng các chương trình phát thanh 24/7. Tháng 8/2011, trang thông tin điện tử của đài hoạt động chính thức và đang thay đổi để đáp ứng nhu cầu khán thính giả theo dõi các chương trình cũng như tìm kiếm thông tin trên trang Thông tin điện tử của đài.
Hòa trong niềm vui chung của toàn Đảng bộ, quân và dân trong tỉnh khi được Thủ tướng Chính phủ quyết định phê duyệt Nam Định là trung tâm vùng nam đồng bằng sông Hồng. Tập thể lãnh đạo, phóng viên, công nhân viên Đài Phát thanh - Truyền hình Nam Định càng thấy được rõ hơn vai trò, trọng trách to lớn của mình khi vinh dự trở thành “Tờ báo” của trung tâm vùng để từ đó không ngừng quyết tâm, phấn đấu nhiều hơn nữa nhằm đưa cánh sóng của mình mãi vươn xa.
Từ ngày 15/04/2025, Đài Phát thanh - Truyền hình Nam Định sáp nhập với Báo Nam Định (cũ) thành Báo Nam Định (mới).

## Lãnh đạo
- Giám đốc: Nguyễn Duy Hiển
- Phó Giám đốc: Vũ Thị Minh, Trần Đức Hùng

## Các kênh

### Truyền hình
- Đài truyền hình Nam Định đang phát sóng với thời lượng là 18,5/7 trên kênh 45 UHF, thời lượng tự sản xuất trên 40%.. Hiện nay, ngoài phát sóng mặt đất, NTV còn phát sóng thông qua vệ tinh Vinasat-2[3] và mạng internet. Từ ngày 12/09/2021, Kênh NTV phát sóng độ nét cao HD.

Thời lượng phát sóng trên NTV:
- 14/09/1988 - 31/12/1997: 19h00 - 23h00 hàng ngày.
- 01/01/1998 - 31/12/2003: 08h00 - 12h00, 13h00 - 18h00, 19h00 - 23h00 hàng ngày.
- 01/01/2004 - 31/12/2008: 08h00 - 23h30 hàng ngày.
- 01/01/2009 - 31/12/2011: 07h00 - 23h30 hàng ngày.
- 01/01/2012 - 30/09/2014: 05h30 - 23h30 hàng ngày.
- 01/10/2014 - 28/02/2021: 24/7.
- 01/03/2021 - nay: 05h30 - 24h00 hàng ngày.

Các hạ tầng phát sóng:
- VTVCab: Kênh 231
- SCTV: phủ sóng DVB-T2
- AVG: Kênh 78
- VTC Digital: Kênh 122
- MyTV - VNPT: Kênh 181
- FPT Play: Kênh 158
- Viettel TV: Kênh 239
- DVB T2: Trên tần số 522 MHz
- Truyền hình OTT: HTVC, FPT Play, Clip TV, MyTV net

### Phát thanh
- NTV hiện phát thanh với thời lượng 18/7, phủ sóng toàn vùng nam đồng bằng sông Hồng trên tần số 95,1 MHz.